# La condition postmoderne

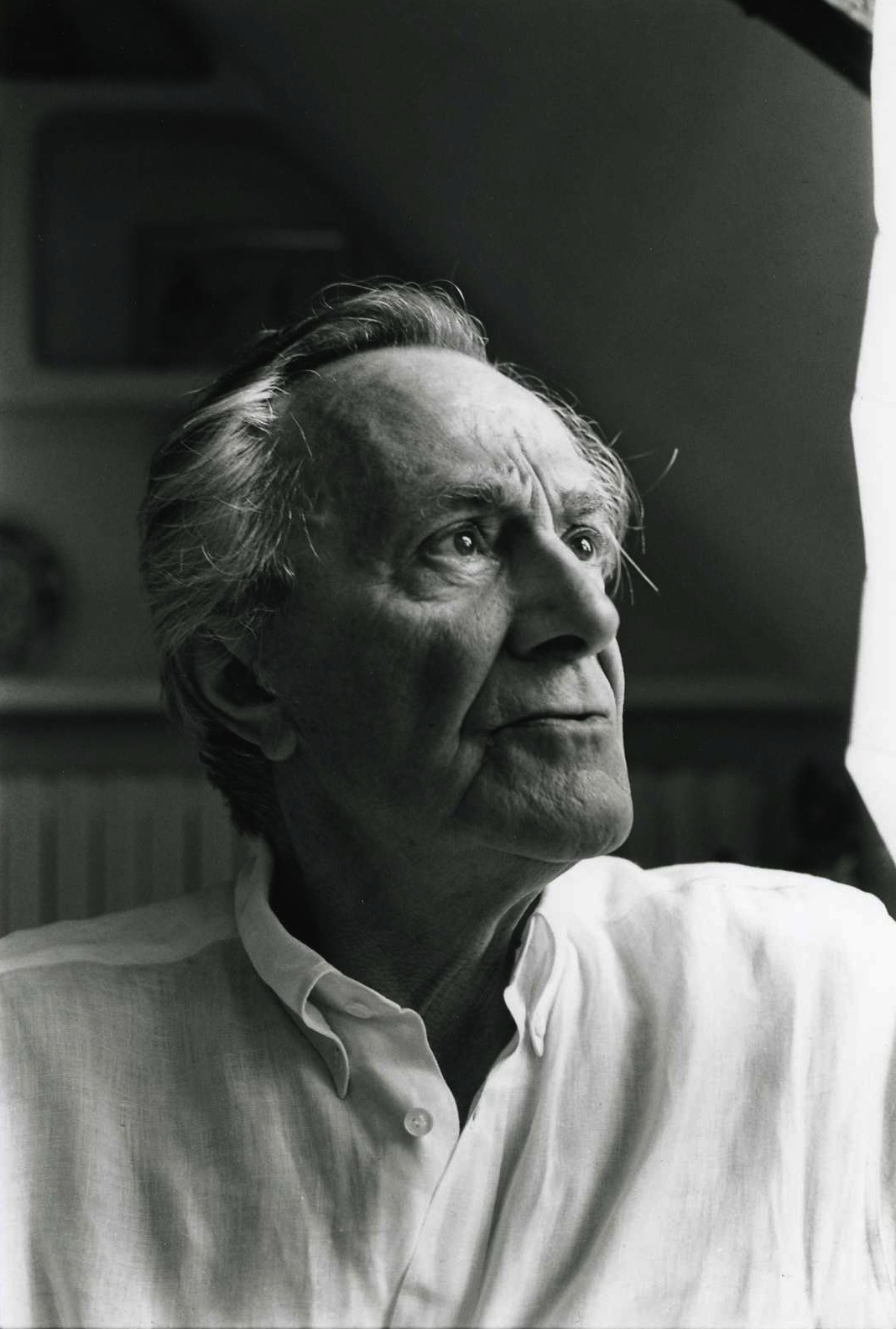
Jean-François Lyotard (1924–1998)

La condition postmoderne: rapport sur le savoir (1979) is een kort maar invloedrijk boek van de Franse filosoof Jean-François Lyotard, waarin deze de epistemologie van de postmoderne cultuur duidt als het einde van de grote verhalen (Frans: grand récits of métanarratifs): overkoepelende filosofische theorieën van wetenschap en geschiedenis die als hij kenmerkend beschouwt voor de moderniteit. Het werk introduceerde de filosofische term 'postmodernisme' die eerder in de kunstkritiek gebruikt werd.
Tot de métanarratifs behoren het reductionisme in de wetenschapsfilosofie en de teleologische opvattingen van de menselijke geschiedenis zoals die van de Verlichting (bevrijding van de mensheid door de rede) en het marxisme (bevrijding van de mensheid door klassenstrijd, culminerend in de communistische heilstaat). Deze verhalen zijn onhoudbaar geworden, meent Lyotard, door de technologische vooruitgang op de gebieden van communicatie, massamedia en informatica. Technieken als kunstmatige intelligentie en machinaal vertalen, die eind jaren 70 een grote vlucht namen, duiden op een verschuiving naar talige en symbolische productie als centraal element in de postindustriële economie en de daarmee samenhangende postmoderne cultuur, die eind jaren 50 was begonnen na de wederopbouw van West-Europa. Het gevolg hiervan is een veelheid aan 'taalspelen' (een term ontleend aan Wittgenstein) zonder overkoepelende structuur, waarmee de wetenschap haar eigen métanarratif ondergraaft.
Het boek pleit voor een diversiteit aan kleine verhalen die met elkaar kunnen concurreren, ter vervanging van de totaliserende grote verhalen. Hierdoor is het vaak gelezen als een pleidooi voor ongebreideld relativisme, dat voor velen ook als wezenskenmerk van de postmoderne filosofie is gaan gelden.
La condition postmoderne werd geschreven als rapport over de invloed van technologie op de epistemologie van de exacte wetenschappen, in opdracht van de regering van Quebec. Hiermee is het een 'vreemde eend' in het oeuvre van Lyotard, omdat hij (zoals hij zelf later toegaf) een 'minder dan beperkte' kennis van de exacte vakken bezat. Zijn gebruikelijke hoofdthema's, kunst en politiek, komen niet in het werk voor. Om zijn geringe kennis te compenseren, verzon Lyotard verhalen en verwees hij naar verscheidene boeken die hij nooit gelezen had. Achteraf noemde hij La condition 'een parodie' en 'simpelweg de slechtste van al mijn boeken'.